# Ślimak kartuzek
Ślimak kartuzek (Monacha cartusiana) – subśródziemnomorski gatunek ślimaka z rodziny Hygromiidae. Gatunek typowy rodzaju Monacha. Został introdukowany do Ameryki Północnej. W Polsce występuje na kilku stanowiskach, na które najprawdopodobniej został zawleczony przez człowieka.

## Systematyka
Gatunek opisany przez O. F. Müllera w 1774 roku jako Helix cartusiana. Jest gatunkiem typowym rodzaju Monacha, należącym do rodziny Hygromiidae, w literaturze polskojęzycznej funkcjonuje pod nazwą: ślimak kartuzek.

## Cechy morfologiczne

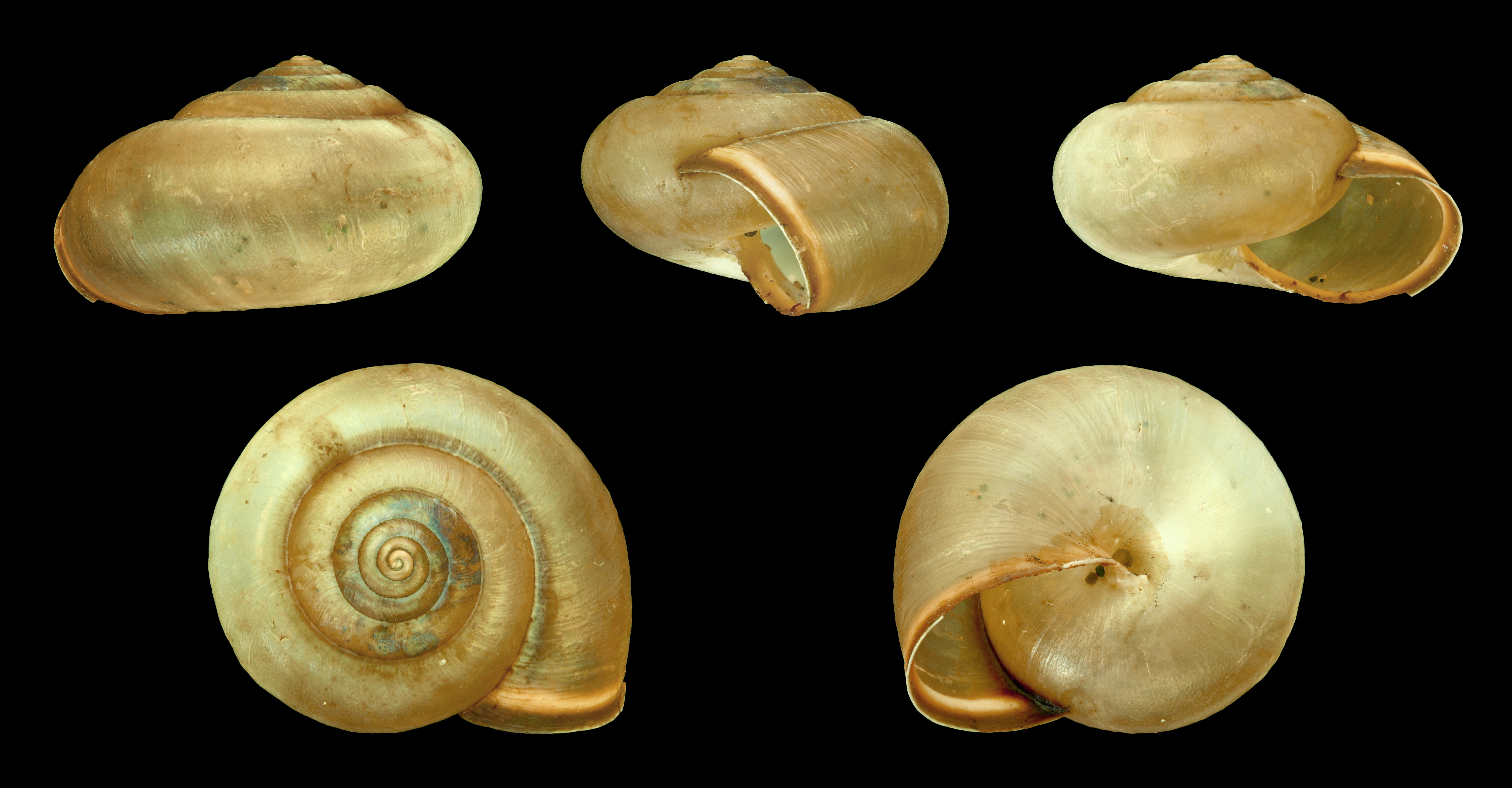
Widok muszli ślimaka kartuzka (Monacha cartusiana) z różnych perspektyw

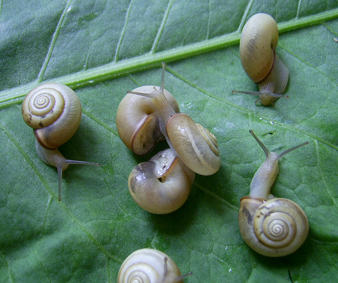
Grupka osobników ślimaka kartuzka na liściu. Widać charakterystyczny, nakłuty dołek osiowy muszli.

Muszla prawoskrętna, kulista, z niską, stożkową skrętką zbudowaną z 5,5–6,5 skrętów. Dołek osiowy nakłuty (otwarty, bardzo wąski i głęboki). Otwór muszli o kształcie zbliżonym do owalnego, otoczony wargą, która ma barwę brunatną lub czerwonawą, a w wewnętrznej części otworu: białawą lub żółtawą. Muszla ma barwę kremowo-białą, czasami ze słabo zaznaczonym paskiem na brzegu muszli, powierzchnia muszli jest gładka lub bardzo delikatnie prążkowana.
Szerokość muszli: 9–18 mm; wysokość: 6–10 mm.

## Występowanie
Gatunek występuje w krajach śródziemnomorskich, Azji Mniejszej, na Bałkanach, Krymie; na zachodzie sięga do Niemiec, na północy do Wielkiej Brytanii, Belgii i Holandii. W Alpach występuje na terenach położonych do wysokości 700 m n.p.m., w Hiszpanii – do 1000 m n.p.m. Ma też liczne stanowiska na Węgrzech, Słowacji, Czechach. Introdukowany do Ameryki Północnej. Gatunek ekspansywny, jego ekspansja nasiliła się w ostatniej dekadzie XX stulecia.
W Polsce jego występowanie stwierdzono w na izolowanych stanowiskach we Wrocławiu, Poznaniu, Kielcach i nad Jeziorem Żarnowieckim.

## Biologia i ekologia

### Zajmowane siedliska
Zasiedla tereny otwarte, suche i nasłonecznione: ugory, łąki, przydroża, lotniska, zarośla kserotermiczne, siedliska ruderalne (brzegi dróg, opuszczone żwirowiska, kamieniołomy), ogrody, parki i winnice. Przebywa wśród roślinności, wspina się na łodygi i pnie krzewów, ale także bywa na ziemi, wśród opadłych liści. Stanowiska poza głównym zasięgiem znajduje się zwykle na terenach przekształconych przez człowieka. Występuje skupiskowo, w Polsce osiąga zagęszczenia ok. 10 osobników /m². Większą aktywność przejawia po opadach deszczu.
Często występuje w towarzystwie ślimaka przydrożnego.

### Rozmnażanie
Gatunek jajorodny. Osobniki składają jaja w pakietach, liczących do 100–150 jaj o średnicy ok. 1,2–1,3 mm. Okres życia osobnika to do 2 lat. Rozród ma miejsce w końcu lata, młode wylęgają się po ok. 12–15 dniach, a dojrzałość płciową osiągają po roku.

## Zagrożenia i ochrona
Gatunek nie jest zagrożony, ponieważ jest szeroko rozprzestrzeniony i jego zasięg wskutek zawlekania ulega rozszerzeniu. Na Czerwonej Liście IUCN ma status gatunku najmniejszej troski (LC). W Wielkiej Brytanii, do której został introdukowany w czasach prehistorycznych, jego populacje ustępowały z powodu zmian w sposobie użytkowania gruntów, podlegał ochronie w latach 1981–1988, jego populacje powinny być uznane za zagrożone.